# Campionati europei juniores di scherma 2025
I Campionati europei juniores di scherma del 2025 ("2025 European Juniors Fencing Championships"), sono stati organizzati dalla Confederazione europea di scherma e si sono svolti allo Spor Salonu di Adalia in Turchia, dal 27 febbraio al 2 marzo 2025.
Nel fioretto, si sono aggiudicati i titoli dei campionati europei l'atleta naturale autorizzato Aleksandr Kerik, che ha battuto in finale il francese Adrien Helmy-Cocoynacq, e l'italiana Matilde Molinari che ha avuto la meglio sulla connazionale Letizia Gabola.
Nella spada il magiaro Domonkos Pelle ha battuto in finale il tedesco Matthew Buelau, ottenendo il titolo europeo juniores maschile, mentre tra le donne l'ucraina Anna Maksymenko ha superato la rumena Emma Sont.
Nella sciabola l'atleta naturale autorizzato Pavel Graudyn prevale sul rumeno Vlad Covaliu, mentre l'atleta naturale autorizzata Aleksandra Mikhailova ha battuto la georgiana Alexandra Kuvaeva.
Nei campionati europei juniores a squadre maschili, la nazionale britannica ha prevalso nella finale del fioretto contro la Francia, mentre la nazionale britannica ha vinto nella spada contro la formazione francese, ed infine la nazionale italiana ha avuto la meglio sulla compagine francese nella sciabola.
Nei campionati europei juniores a squadre femminili, la nazionale italiana ha prevalso nella finale del fioretto contro la Francia, l'Ucraina ha vinto nella spada contro la compagine magiara, ed infine la formazione rumena ha avuto la meglio sulla  nazionale francese nella sciabola.

## Podi

### Uomini
| Specialità  | Oro                                                                          | Argento                                                                  | Bronzo                                                                                                 |
| Individuali |                                                                              |                                                                          | |
| Fioretto    | Aleksandr Kerik                                                              | Adrien Helmy-Cocoynacq                                                   | Pavel Puzankov Iskander Bulatov                                                                        |
| Spada       | Domonkos Pelle                                                               | Matthew Buelau                                                           | Marco Francesco Locatelli Bartosz Kuznik                                                               |
| Sciabola    | Pavel Graudyn                                                                | Vlad Covaliu                                                             | Leonardo Reale Zsadany Papp                                                                            |
| A squadre   |                                                                              |                                                                          | |
| Fioretto    | Regno Unito Jaimie Cook David Kelly Callum Penman David Sosnov               | Francia Numa Crist Adrien Helmy-Cocoynacq Louis Pradel Antoine Spichiger | Germania Henrik Barby Niklas Diestelkamp Ruben Lindner Linus Schulz                                    |
| Spada       | Regno Unito Cador Beautyman Alec Brooke Tristan Lumineau Sameer Sunder-Rajan | Francia Odinn Bindas Noam Duchene Etienne Imbert Aina Rahamefy           | Spagna Jaime De La Cal Guijarro Jose Miguel Martin Gamazo Rayan Rami Rozpide Ricardo Sanchez Almoguera |
| Sciabola    | Italia Cosimo Bertini Edoardo Reale Leonardo Reale Valerio Reale             | Francia Baptiste Baylac Tom Couderc Roman Fraboulet Lucas Guilley        | Turchia Tolga Aslan Enes Talha Kalender Adem Doruk Kupeli Furkan Yaman                                 |

### Donne
| Specialità  | Oro                                                                         | Argento                                                               | Bronzo                                                                                  |
| Individuali |                                                                             |                                                                       |                                                                                         |
| Fioretto    | Matilde Molinari                                                            | Letizia Gabola                                                        | Ludovica Franzoni Kristina Petrova                                                      |
| Spada       | Anna Maksymenko                                                             | Emma Sont                                                             | Cecylia Cieslik Emily Conrad                                                            |
| Sciabola    | Aleksandra Mikhailova                                                       | Alexandra Kuvaeva                                                     | Vittoria Mocci Gaia Karola Carafa                                                       |
| A squadre   |                                                                             |                                                                       |                                                                                         |
| Fioretto    | Italia Greta Collini Ludovica Franzoni Letizia Gabola Matilde Molinari      | Francia Alicia Audibert Keren Aye Garance Martin Garance Roger        | Regno Unito Megan Elliott Isabella Johnson Amelie Tsang Zoe Wagstaff                    |
| Spada       | Ucraina Valeriia Bilous-Gridzhak Emily Conrad Alina Dmytruk Anna Maksymenko | Ungheria Greta Gachalyi Lotti Horvath Blanka Virag Nagy Dorina Wimmer | Italia Allegra Cristofoletto Eleonora Orso Giulia Paulis Elisa Treglia                  |
| Sciabola    | Romania Rosemarie Benciu Amalia Covaliu Catinca Dumitru Anastasia Fusea     | Francia Roxane Chabrol Elea Faur Alejandra Manga Rita Robineaux       | Ucraina Sofia Holovkina Viktoriia Korotchenko Valeriia Morenets-Kubanska Maiia Velychko |